# Хема Маліні
Хема Маліні (англ. Hema Malini, там. ஹேமமாலினி, гінді हेमा मालिनी; нар. 16 жовтня 1948 року) — індійська акторка, танцюристка, кінопродюсерка, кінорежисерка і політикиня. Власниця кінокомпанії «Hema Malini creations». Всього у фільмографії акторки понад 160 кінострічок. Лауреатка Filmfare Award за кращу жіночу роль. Нагороджена державною нагородою «Падма Шрі» за внесок у розвиток кінематографа Індії. Найбільш відома за ролями близнючок Зіти і Гіти в однойменному фільмі.

## Кар'єра
Дебютом Хеми Маліні в кіно в 1965 році став фільм мовою телугу «Панду залишає цей світ» (тел. Pandava Vanavasam, дос. «Вигнання Пандавів»), де вона зіграла танцюристку. Її першим фільмом мовою гінді став «Продавець мрії» (1968), де першим кінопартнером був Радж Капур.
Потім Маліні знімалася й в інших кінокартинах, де її партнерами на знімальному майданчику були відомі актори — Раджеш Кханна, Шамма і Шаші Капур, Санджів Кумар, Дхармендра, Амітаб Баччан, Джітендра, Дев Ананд, Вінод Кханна. У цих картинах вона з'являється в романтичному амплуа доброї і люблячої дівчини, відданої дружини і матері.
У понад 35 фільмах Хема Маліні знімалася з актором Дхармендрою. В СРСР і на пострадянському просторі найбільш відомі спільні фільми цієї кінопари: «Гарний і впертий» (1970), «Зіта і Гіта» (1972), «Коханий Раджа» (1972), «Помста і закон» (1975), "Король джунглів "(1976), «Пригоди Алі-Баби і сорока розбійників» (1979), «Нелегка доля» («Любов актриси», 1981), «Самрат» («Самраат», 1982).
Також Маліні втілювала реальних історичних особистостей в історичних кінодрамах, наприклад, роль Мірри (Мірабал) — індійської святої та поетеси, відданої послідовниці Шрі Крішни — у фільмі «Мірра» (1979), роль султанки Разії у фільмі «Дочка султана» (1983). Крім цього, Маліні зіграла у драмах, в яких піднімається тема нерівності жінок в індійському суспільстві, наприклад, «Забута дружина» (1975), «Доля вдови» (1986). У багатьох художніх кінофільмах Хема Маліні виконує класичні індійські танці, наприклад: «Прекрасна танцівниця» (1970), «Кохана» (1976), «Скарби стародавнього храму» (1983), «Танцівниця» (1992, телесеріал), «Бхагматі: Королева долі» (2005).
Впродовж останніх кількох років Хема Маліні зайнялася продюсуванням і режисурою фільмів, заснувавши компанію «Hema Malini creations». Найбільш відомі її роботи — телесеріал «Танцівниця», де вона виконала головну роль, і кінофільм «Танцівниця кабаре», де знялися Джітендра, Кабір Беді, Мітхун Чакраборті, Дімпл Кападія, Амріта Сінгх, Фаріда Джалал, Шахрух Хан, Дів'я Бхараті й інші. Обидва проєкти були зняті в 1992 році. У 2011 році вона зняла фільм Tell Me O Kkhuda за участю Ріші Капура, Вінода Кханна, Дхармендра та його дочки Еші, але як і попередній, він провалився в прокаті.
Хема Маліні стала другою тамільською акторкою після Виджаянтімали, яка стала зіркою фільмів мовою гінді. Вона вивчала стилі бхаратнатьям, кучипуді й одіссі у кращих і найвідоміших ґуру. Танець — перша пристрасть Маліні, яка, за її словами, залишиться з нею назавжди. Навіть у фільмах виконані нею танцювальні номери набагато складніші, ніж у будь-якої іншої акторки.

## Політична діяльність
В останні роки Хема Маліні з чоловіком була задіяна в політиці, увійшли в Верхню палату Парламенту Індії за підтримки Індійської народної партії (БДП). У 1999 році вона виступала за кандидата БДП, Вінода Кханна, колишнього актора Боллівуду, на виборах в Нижню палату в пенджабському окрузі Гурдаспур. З 2004 року Хема Маліні офіційно приєдналася до БДП, ставши в 2010—2011 роках її генеральною секретаркою.

## Особисте життя
Одружена з актором Дхармендрою. У них двоє дочок — Еша (теж акторка) й Ахана. Дочки, як і мати, вивчали танець в стилі бхаратанатьям і виступають в спільних танцювальних програмах з нею або окремо. Сини чоловіка від першого шлюбу — Санні Деол і Боббі Деол — також кіноактори.
Хема Маліні сповідує вайшнавізм, є послідовницею Міжнародного Товариства Свідомості Крішни.

## Фільмографія
- 1965 — Панду залишає цей світ / Pandava Vanavasam — танцівниця
- 1968 — Продавець мрії / Sapnon Ka Saudagar — Махі
- 1969 — У затінку твоїх повік / Jahan Pyar Mile
- 1969 — Віра / Waris — Гіта
- 1970 — Прекрасна танцівниця / Abhinetri — Анжана
- 1970 — Благородство / Sharafat — Чандні
- 1970 — Красивий і впертий / Tum Haseen Main Jawan — Анурадха
- 1970 — Меня звати Джонні / Johny Mera Naam — Рекха
- 1971 — Жест / Andaz — Шитл
- 1971 — Нові часи / Naya Zamana — Сіма Чоудхарі
- 1972 — Коханий Раджа / Raja Jani — Шано
- 1972 — Зіта и Гіта / Seeta Aur Geeta — близнючки Зіта и Гіта
- 1973 — Світлячок / Jugnu — Сіма
- 1973 — Національна безпека / Shareef Budmaash — Сіма
- 1974 — Камінь і браслети для ніг/ Patthar Aur Payal — Сапна Сінгха
- 1974 — Друзі / Dost — Каджал «Каджу»
- 1974 — Захисник бідних / Amir Garib — Суніта (Соні)
- 1974 — Місто любові / Prem Nagar — Лата
- 1974 — Вправність рук / Haath Ki Safai — Каміні
- 1974 — Випробування життям / Kasauti — Сапна
- 1975 — Помста і закон / Sholay — Басанті
- 1975 — Смертельна обітниця / Pratiggya — Радха
- 1975 — Kahte Hain Mujhko Raja
- 1975 — Забута дружина / Khushboo — Кусум
- 1975 — Відлюдник / Sanyasi — Чампа
- 1975 — Хрещений батько / Dharmatma — Решма
- 1976 — Король джунглів / Maa — Німмі
- 1976 — Гашиш / Charas — Судха
- 1976 — Кохана / Mehbooba — Ратна / Джумрі
- 1976 — Сімейні цінності / Aap Beati — Гіта Капур
- 1977 — Дівчина мрії / Dream Girl — Сапна / Падма / Чампабаі / Раджкумарі
- 1977 — Підлість / Chacha Bhatija — Мала
- 1977 — Гра гравця / Khel Khilari Ka — карманниця
- 1977 — Два берега / Kinara
- 1977 — Сонце і тінь / Dhoop Chhaon — Ладжванти (Ладжо)
- 1977 — У затінку твоїх повік / Palkon Ki Chhaon Mein — Мохіні
- 1978 — Тризуб бога Шиви / Trishul — Шитал Варма
- 1978 — Зачарований тобою / Dillagi — Пхулрену
- 1978 — Вільний / Azaad — принцеса Сіма
- 1979 — Твоє кохання / Hum Tere Ashiq Hain — Рамкалі
- 1979 — Пригоди Алі-Баби і сорока розбійників — принцеса Марджина
- 1979 — Діамант мого серця / Dil Kaa Heera — Рупа «Парірані»
- 1979 — Мірра(англ.) / Meera — Мірра Ратход (Мірабай)
- 1980 — Двічі по два — п'ять / Do Aur Do Paanch — Шалу
- 1980 — Палаючий поїзд / The Burning Train — Сіма
- 1981 — Нелегка доля (Кохання актриси) / Aas Paas — Сіма
- 1981 — Вбивця (Громовержець) / Krodhi — Пхулваті
- 1981 — Доля / Naseeb — Аша
- 1981 — Гаряче серце / Kranti — Раджкумарі Мінакші
- 1981 — Зворотній бік кохання / Kudrat — Чандрамукхі / Паро
- 1981 — Почуйте мій голос / Meri Aawaz Suno — місіс Суніта Кумар
- 1982 — Чудова сімка / Satte Pe Satta — Інду Ананд
- 1982 — Самрат (Самраат) / Samraat — Дженніфер (Дженні)
- 1982 — Заколот / Baghavat — принцеса Падмавані
- 1982 — Раджпут / Rajput — Джанкі Сінгх
- 1982 — Meharbani
- 1982 — Do Dishayen
- 1983 — Скарби древнього храму / Taqdeer — Чандні
- 1983 — Сліпий закон / Andhaa Kanoon — інспектор Дурга Деві Сінгх / Шанті
- 1983 — Дочка султана (Разія Султан) / Razia Sultan — Разія-султан
- 1984 — Коронація / Raj Tilak — Рупа
- 1986 — Доля вдови / Ek Chadar Maili Si — Ранно
- 1987 — Гіта з Ситапура / Sitapur Ki Geeta — Гіта Сінгх
- 1987 — Жертвуючи життям (Життя на долоні) / Jaan Hatheli Pe — Мона
- 1987 — Людина і закон / Kudrat Ka Kanoon — адвокат Бхарті Матхур
- 1988 — Звільнення / Rihaee — Таку
- 1992 — Танцівниця / Noopur — танцівниця (серіал)
- 1996 — Щелепи / Aatank — подружка Джезу
- 1997 — Воїн Гімалай / Himalay Putra — Сіма
- 2000 — Подих часу / Hey Ram — Амбужам Айенгар
- 2003 — Любов і зрада / Baghban — Пуджа Мальхотра
- 2004 — Вір і Зара / Veer-Zaara — Мааті (камео)
- 2005 — Бхагматі: Королева долі / Bhagmati — танцівниця (камео)
- 2006 — Ганга / Ganga — Савітрі
- 2006 — Батько / Baabul — Шобха Капур
- 2007 — Падший ангел / Laaga Chunari Mein Daag — танцівниця (камео)
- 2007 — Ганготрі / Gangotri — Савітрі Сінгх
- 2010 — Любовь без кордонів[en] (Часи) / Sadiyaan — Беназір
- 2011 — Старик Ббудда / Bbuddah… Hoga Terra Baap — Сита
- 2011 — Бронювання / Aarakshan — Шакунтала
- 2011 — Скажи мені, Боже / Tell Me O Kkhuda
- 2012 — Barbareek: Sheesh Danee Mahayodha
- 2016 — Aman Ke Farishtey — Гіта
- 2017 — Gautamiputra Satakarni(тел.) — Гаутамі Балашрі
- 2017 — Ek Thi Rani Aisi Bhi — Віджая Радже Сіндія

### Продюсер
- 1992 — Танцівниця кабаре / Dil Aashna Hai
- 1995 — Mohini (ТБ)
- 2011 — Скажи мені, Боже / Tell Me O Kkhuda

### Режисер
- 1992 — Танцівниця / Noopur (ТВ, серіал)
- 1992 — Танцівниця кабаре / Dil Aashna Hai
- 1995 — Mohini (ТБ)
- 2011 — Скажи мені, Боже / Tell Me O Kkhuda

## Нагороди та номінації

### Нагороди
- 1973 — Filmfare Award за кращу жіночу роль[3] (за фільм «Зіта і Гіта»)
- 1999 — Filmfare Award за довічні досягнення[4]
- 2000 — Падма Шрі[5]
- 2003 — Zee Cine Award за довічні досягнення
- 2003 — Star Screen Awards «Пара № 1» (за фільм «Любов і зрада» з Амітабом Баччаном)
- 2003 — Bollywood Movie Awards за довічні досягнення
- 2004 — Bollywood Movie Awards як найбільш популярна актриса (за фільм «Любов і зрада»)
- 2004 — Sports World «Пара року» (разом з Амітабом Баччаном за фільм «Любов і зрада»)
- 2015 — Screen Awards за внесок у Індійське кіно[6]

### Номінації
номінації на премію Filmfare Award за кращу жіночу роль у фільмах:
- Захисник бідних / Amir Garib (1974)
- Місто кохання / Prem Nagar (1974)
- Забута дружина / Khushboo (1975)
- Відлюдник / Sanyasi (1975)
- Кохана / Mehbooba (1976)
- Два берега / Kinara (1977)
- Мірра / Meera (1979)
- Доля / Naseeb (1981)
- Звільнення / Rihaee (1988)
- Любов і зрада / Baghban[3] (2003)